# Saint-Varent
Saint-Varent är en kommun i departementet Deux-Sèvres i regionen Nouvelle-Aquitaine i västra Frankrike. Kommunen ligger i kantonen Saint-Varent som tillhör arrondissementet Bressuire. År 2022 hade Saint-Varent 2 396 invånare.

## Befolkningsutveckling
Antalet invånare i kommunen Saint-Varent
| Referens: INSEE |